# Dyskografia Bruno Marsa
Dyskografia amerykańskiego piosenkarza Bruno Marsa składa się z trzech albumów studyjnych, jednego minialbumu, dwudziestu dwóch singli, a także dwudziestu wideoklipów. Zanim rozpoczął karierę artysty solowego, Mars działał jako producent muzyczny i tekściarz w zespole producenckim The Smeezingtons. Swoją aktywność w przemyśle muzycznym zapoczątkował w 2008 roku, współpracując z takimi artystami, jak m.in.: Brandy, K’naan, Sean Kingston, Mike Posner, Shontelle i Sugababes. Jednak szeroką rozpoznawalność zyskał rok później, jako współautor piosenki „Right Round” rapera Flo Ridy. W 2010 roku Mars użyczył wokalu w utworach „Nothin’ on You” B.o.B oraz „Billionaire” Travie’ego McCoya, które okazały się międzynarodowymi hitami, uzyskując statusy podwójnej platyny w Stanach Zjednoczonych.
W maju 2010 roku ukazał się pierwszy minialbum Marsa, It’s Better If You Don’t Understand, który promowany był przez singel „The Other Side”, nagrany z udziałem B.o.B i Cee Lo Greena. W lipcu 2010 roku premierę miał utwór „Just the Way You Are”, który pozostawał na szczycie Billboard Hot 100 przez cztery tygodnie. Piosenka była pierwszym singlem z debiutanckiego albumu studyjnego Marsa, Doo-Wops & Hooligans. Płyta wydana została w październiku 2010 roku i uplasowała się na 3. miejscu zestawienia Billboard 200. Drugi singel promujący płytę, „Grenade” dotarł na szczyty list przebojów w Australii, Kanadzie, Nowej Zelandii, Wielkiej Brytanii i Stanach Zjednoczonych. Podczas swojej wokalnej kariery sprzedał ponad 124 miliony albumów i singli, stając się jednym z najlepiej sprzedających się artystów wszech czasów. Jednak jako wykonawca, autor tekstów i producent jego całkowita ilość sprzedanych singli przekracza 154 miliony.

## Albumy

### Albumy studyjne
| Rok  | Dane dot. albumu                                                                                       | Najwyższe pozycje na listach | Najwyższe pozycje na listach | Najwyższe pozycje na listach | Najwyższe pozycje na listach | Najwyższe pozycje na listach | Najwyższe pozycje na listach | Najwyższe pozycje na listach | Najwyższe pozycje na listach | Najwyższe pozycje na listach | Najwyższe pozycje na listach | Sprzedaż                                                         | Certyfikaty |
| Rok  | Dane dot. albumu                                                                                       | POL                          | US                           | AUS                          | AUT                          | CAN                          | FRA                          | GER                          | NZ                           | SWI                          | UK                           | Sprzedaż                                                         | Certyfikaty |
| ---- | --- | ---------------------------- | ---------------------------- | ---------------------------- | ---------------------------- | ---------------------------- | ---------------------------- | ---------------------------- | ---------------------------- | ---------------------------- | ---------------------------- | ---------------------------------------------------------------- | --- |
| 2010 | Doo-Wops & Hooligans - Data: 5 października 2010 - Wydawca: Elektra - Format: CD, LP, digital download | 7                            | 3                            | 2                            | 2                            | 1                            | 13                           | 1                            | 2                            | 1                            | 1                            | - Świat: 6.000.000 - POL: 10.000 - US: 2.310.000 - UK: 1.500.000 | - AUS: 4× platyna - AUT: platyna - CAN: 3× platyna - FRA: platyna - GER: 5× złoto - NZL: 5× platyna - POL: złoto - UK: 5× platyna - US: 5× platyna |
| 2012 | Unorthodox Jukebox - Data: 7 grudnia 2012 - Wydawca: Atlantic - Format: CD, LP, digital download       | 42                           | 1                            | 1                            | 4                            | 1                            | 5                            | 4                            | 2                            | 1                            | 1                            | - Świat: 6.000.000 - US: 2.300.000                               | - AUS: 3× platyna - CAN: 2× platyna - FRA: 2× platyna - GER: platyna - NZL: 2× platyna - SWI: złoto - UK: 3× platyna - US: 4× platyna              |
| 2016 | 24K Magic - Data: 18 listopada 2016 - Wydawca: Atlantic - Format: CD, LP, digital download             | 34                           | 2                            | 3                            | 14                           | 2                            | 2                            | 9                            | 2                            | 4                            | 3                            |                                                                  | - AUS: złoto - NZL: platyna - UK: platyna - US: platyna                                                                                            |

### Minialbumy
| Rok  | Dane dot. albumu                                                                                       | Najwyższe pozycje na listach | Najwyższe pozycje na listach | Najwyższe pozycje na listach | Najwyższe pozycje na listach | Najwyższe pozycje na listach | Najwyższe pozycje na listach | Najwyższe pozycje na listach | Najwyższe pozycje na listach | Najwyższe pozycje na listach | Najwyższe pozycje na listach | Sprzedaż     |
| Rok  | Dane dot. albumu                                                                                       | POL                          | US                           | AUS                          | AUT                          | CAN                          | FRA                          | GER                          | NZL                          | SWI                          | UK                           | Sprzedaż     |
| ---- | --- | ---------------------------- | ---------------------------- | ---------------------------- | ---------------------------- | ---------------------------- | ---------------------------- | ---------------------------- | ---------------------------- | ---------------------------- | ---------------------------- | ------------ |
| 2012 | It’s Better If You Don’t Understand - Data: 11 maja 2010 - Wydawca: Elektra - Format: digital download | –                            | 99                           | –                            | –                            | –                            | –                            | –                            | –                            | –                            | 97                           | - US: 27.000 |

## Single
| Rok  | Tytuł                               | Najwyższe pozycje na listach | Najwyższe pozycje na listach | Najwyższe pozycje na listach | Najwyższe pozycje na listach | Najwyższe pozycje na listach | Najwyższe pozycje na listach | Najwyższe pozycje na listach | Najwyższe pozycje na listach | Najwyższe pozycje na listach | Najwyższe pozycje na listach | Certyfikaty | Album                                                         |
| Rok  | Tytuł                               | POL                          | US                           | AUS                          | AUT                          | CAN                          | FRA                          | GER                          | NZL                          | SWI                          | UK                           | Certyfikaty | Album                                                         |
| ---- | ----------------------------------- | ---------------------------- | ---------------------------- | ---------------------------- | ---------------------------- | ---------------------------- | ---------------------------- | ---------------------------- | ---------------------------- | ---------------------------- | ---------------------------- | --- | ------------------------------------------------------------- |
| 2010 | „Just the Way You Are”              | 2                            | 1                            | 1                            | 1                            | 1                            | 33                           | 2                            | 1                            | 3                            | 1                            | - AUS: 6× platyna - AUT: złoto - CAN: 5× platyna - GER: platyna - NZL: 2× platyna - SWI: platyna - UK: 2× platyna - US: 7× platyna           | Doo-Wops & Hooligans                                          |
| 2010 | „Grenade”                           | 1                            | 1                            | 1                            | 2                            | 1                            | 7                            | 1                            | 1                            | 1                            | 1                            | - AUS: 5× platyna - AUT: złoto - CAN: 5× platyna - GER: platyna - NZL: 2× platyna - SWI: 2× platyna - UK: platyna - US: 5× platyna           | Doo-Wops & Hooligans                                          |
| 2011 | „The Lazy Song”                     | 2                            | 4                            | 6                            | 4                            | 5                            | 11                           | 9                            | 3                            | 9                            | 1                            | - AUS: 3× platyna - CAN: 4× platyna - GER: złoto - NZL: platyna - SWI: platyna - UK: platyna - US: 3× platyna                                | Doo-Wops & Hooligans                                          |
| 2011 | „Marry You”                         | –                            | 85                           | 8                            | 4                            | 10                           | 51                           | 15                           | 5                            | 16                           | 11                           | - AUS: 2× platyna - CAN: 2× platyna - GER: złoto - NZL: złoto - SWI: złoto - UK: złoto - US: 2x platyna                                      | Doo-Wops & Hooligans                                          |
| 2011 | „It Will Rain”                      | –                            | 3                            | 14                           | 25                           | 5                            | 58                           | 14                           | 2                            | 22                           | 14                           | - AUS: 2× platyna - CAN: 3× platyna - NZL: platyna - SWI: złoto - UK: srebro - US: 3× platyna                                                | The Twilight Saga: Breaking Dawn – Part 1 (ścieżka dźwiękowa) |
| 2011 | „Count on Me”                       | –                            | –                            | 19                           | 5                            | –                            | –                            | –                            | 13                           | 55                           | 78                           | - AUS: 3× platyna - NZL: platyna | Doo-Wops & Hooligans                                          |
| 2012 | „Locked Out of Heaven”              | 1                            | 1                            | 4                            | 5                            | 1                            | 3                            | 7                            | 4                            | 8                            | 2                            | - AUS: 5× platyna - AUT: złoto - CAN: 4× platyna - FRA: platyna - GER: złoto - NZL: 2× platyna - SWI: platyna - UK: platyna - US: 5× platyna | Unorthodox Jukebox                                            |
| 2013 | „When I Was Your Man”               | –                            | 1                            | 6                            | 11                           | 3                            | 9                            | 23                           | 4                            | 12                           | 2                            | - AUS: 4× platyna - CAN: 3× platyna - NZL: 2× platyna - UK: złoto - US: 4× platyna                                                           | Unorthodox Jukebox                                            |
| 2013 | „Treasure”                          | 1                            | 5                            | 10                           | 15                           | 4                            | 6                            | 17                           | 7                            | 13                           | 12                           | - AUS: 2x platyna - CAN: złoto - NZL: platyna - UK: srebro - US: 3× platyna                                                                  | Unorthodox Jukebox                                            |
| 2013 | „Gorilla”                           | –                            | 22                           | 41                           | 74                           | 23                           | 117                          | –                            | –                            | –                            | 62                           | - AUS: złoto - CAN: złoto - US: złoto | Unorthodox Jukebox                                            |
| 2013 | „Young Girls”                       | –                            | –                            | 62                           | –                            | 63                           | 123                          | –                            | 23                           | –                            | 62                           | - AUS: złoto - CAN: złoto - US: złoto | Unorthodox Jukebox                                            |
| 2016 | „24K Magic”                         | 40                           | 4                            | 3                            | 22                           | 3                            | 1                            | 14                           | 1                            | 9                            | 5                            | - UK: platyna - US: 2× platyna - POL: platyna                                                                                                | 24K Magic                                                     |
| 2017 | „That’s What I Like”                | –                            | 1                            | 5                            | 54                           | 3                            | 50                           | 51                           | 4                            | 39                           | 12                           | - UK: srebro - US: platyna - POL: platyna | 24K Magic                                                     |
| 2017 | „Versace on the Floor”              | –                            | 33                           | 57                           | –                            | 43                           | 46                           | –                            | 27                           | –                            | 59                           | - US: platyna - AUS: platyna - UK: srebro - CAN: złoto - POL: złoto                                                                          | 24K Magic                                                     |
| 2017 | „Chunky”                            | –                            | 108                          | –                            | –                            | –                            | 34                           | –                            | 42                           | –                            | 79                           | | 24K Magic                                                     |
| 2018 | „Finesse” (gośc. Cardi B)           | –                            | 3                            | 6                            | 30                           | 3                            | 13                           | 31                           | 2                            | 29                           | 5                            | - AUS: 3x platyna - NZL: platyna - SWI: złoto - UK: platyna - US: 4x platyna - POL: złoto                                                    | 24K Magic                                                     |
| 2024 | „Die with a Smile” (oraz Lady Gaga) |                              |                              |                              |                              |                              |                              |                              |                              |                              |                              | - POL: 3x platyna | Mayhem                                                        |
| 2024 | „Apt.” (oraz Rosé)                  |                              |                              |                              |                              |                              |                              |                              |                              |                              |                              | - POL: 2x platyna | Rosie                                                         |

### Z gościnnym udziałem
| Rok  | Tytuł                                                     | Najwyższe pozycje na listach | Najwyższe pozycje na listach | Najwyższe pozycje na listach | Najwyższe pozycje na listach | Najwyższe pozycje na listach | Najwyższe pozycje na listach | Najwyższe pozycje na listach | Najwyższe pozycje na listach | Najwyższe pozycje na listach | Najwyższe pozycje na listach | Certyfikaty | Album                                             |
| Rok  | Tytuł                                                     | POL                          | US                           | AUS                          | AUT                          | CAN                          | FRA                          | GER                          | NZL                          | SWI                          | UK                           | Certyfikaty | Album                                             |
| ---- | --------------------------------------------------------- | ---------------------------- | ---------------------------- | ---------------------------- | ---------------------------- | ---------------------------- | ---------------------------- | ---------------------------- | ---------------------------- | ---------------------------- | ---------------------------- | --- | ------------------------------------------------- |
| 2010 | „Nothin’ on You” (featuring B.o.B)                        | –                            | 1                            | 3                            | 28                           | 10                           |                              | 22                           | 5                            | 28                           | 1                            | - AUS: platyna - CAN: platyna - NZL: platyna - UK: złoto - US: 2× platyna                                           | B.o.B Presents: The Adventures of Bobby Ray       |
| 2010 | „Billionaire” (featuring Travis McCoy)                    | 2                            | 4                            | 5                            | 11                           | 12                           | –                            | 16                           | 2                            | 14                           | 3                            | - AUS: 2× platyna - NZL: platyna - UK: złoto - US: 2× platyna                                                       | Lazarus                                           |
| 2011 | „Lighters” (featuring Bad Meets Evil)                     | –                            | 4                            | 17                           | 41                           | 4                            | 11                           | 26                           | 2                            | 10                           | 10                           | - AUS: platyna - NZL: złoto - UK: srebro - US: 2× platyna                                                           | Hell: The Sequel                                  |
| 2011 | „Young, Wild & Free” (featuring Snoop Dogg & Wiz Khalifa) | 3                            | 7                            | 4                            | 17                           | 13                           | 6                            | 15                           | 2                            | 6                            | 44                           | - AUS: 4× platyna - CAN: 3× platyna - GER: złoto - NZL: złoto - SWI: złoto - US: 3× platyna                         | Mac & Devin Go to High School (ścieżka dźwiękowa) |
| 2011 | „Mirror” (featuring Lil Wayne)                            | –                            | 16                           | 26                           | 32                           | 44                           | 22                           | –                            | 37                           | 15                           | 17                           | - AUS: platyna - US: platyna - UK: srebro                                                                           | Tha Carter IV                                     |
| 2012 | „This Is My Love” (featuring Gold 1 & Jaeson Ma)          | –                            | –                            | –                            | 27                           | –                            | –                            | 37                           | –                            | 22                           | –                            | | —                                                 |
| 2013 | „Bubble Butt” (featuring Major Lazer, Tyga & Mystic )     | –                            | 56                           | 39                           | –                            | –                            | –                            | –                            | –                            | –                            | –                            | - US: złoto | Free the Universe                                 |
| 2014 | "Uptown Funk" (featuring Mark Ronson)                     | 7                            | 1                            | 1                            | 2                            | 1                            | 1                            | 3                            | 1                            | 2                            | 1                            | - US: 9x platyna - CAN: 9x platyna - AUS: 8x platyna - UK: 3x platyna - GER: złoto - SWI: platyna - NZL: 5x platyna | Uptown Special                                    |

### Single promocyjne
| Rok  | Tytuł                                          | Najwyższe pozycje na listach | Najwyższe pozycje na listach | Najwyższe pozycje na listach | Najwyższe pozycje na listach | Najwyższe pozycje na listach | Album                |
| Rok  | Tytuł                                          | POL                          | US                           | CAN                          | NZL                          | UK                           | Album                |
| ---- | ---------------------------------------------- | ---------------------------- | ---------------------------- | ---------------------------- | ---------------------------- | ---------------------------- | -------------------- |
| 2010 | „Liquor Store Blues” (featuring Damian Marley) | –                            | 105                          | 97                           | –                            | –                            | Doo-Wops & Hooligans |
| 2011 | „Somewhere in Brooklyn”                        | –                            | –                            | –                            | –                            | –                            | Doo-Wops & Hooligans |
| 2011 | „Talking to the Moon”                          | –                            | –                            | –                            | –                            | –                            | Doo-Wops & Hooligans |
| 2011 | „Runaway Baby”                                 | –                            | 50                           | 66                           | 35                           | 19                           | Doo-Wops & Hooligans |
| 2013 | „Moonshine”                                    | 11                           | –                            | –                            | 81                           | –                            | Unorthodox Jukebox   |
| 2016 | „Versace on the Floor”                         | –                            | 98                           | 73                           | –                            | –                            | 24K Magic            |

## Teledyski
| Rok                  | Tytuł                                             | Reżyseria                     |
| -------------------- | ------------------------------------------------- | ----------------------------- |
| 2010                 | „The Other Side” (featuring Cee Lo Green & B.o.B) | Nick Bilardello, Cameron Dudd |
| 2010                 | „Just the Way You Are”                            | Ethan Lader                   |
| 2010                 | „Grenade”                                         | Nabil Elderkin                |
| 2011                 | „Liquor Store Blues” (featuring Damian Marle)     | Jake Summer                   |
| 2011                 | „The Lazy Song”                                   | Cameron Duddy, Bruno Mars     |
| 2011                 | „It Will Rain”                                    | Phil Pinto, Bruno Mars        |
| 2012                 | „Locked Out of Heaven”                            | Cameron Duddy, Bruno Mars     |
| 2013                 | „When I Was Your Man”                             | Cameron Duddy, Bruno Mars     |
| 2013                 | „Treasure”                                        | Cameron Duddy, Bruno Mars     |
| 2013                 | „Gorilla”                                         | Cameron Duddy, Bruno Mars     |
| 2016                 | „24K Magic”                                       | Cameron Duddy, Bruno Mars     |
| 2017                 | „That’s What I Like”                              | Bruno Mars, Johnatan Lia      |
| Z gościnnym udziałem |                                                   |                               |
| 2010                 | „Nothin’ on You” (featuring B.o.B)                | Ethan Lader                   |
| 2010                 | „Billionaire” (featuring Travie McCoy)            | Mark Staubach                 |
| 2011                 | „Lighters” (featuring Bad Meets Evil)             | Rich Lee                      |
| 2012                 | „Mirror” (featuring Lil Wayne)                    | Antoine Fuqua                 |